# NGC 1349
NGC 1349 è una galassia lenticolare situata nella costellazione del Toro, a una distanza di circa 309 milioni di anni luce dalla nostra Via Lattea.

## Scoperta
La galassia è stata scoperta il 20 dicembre 1886 dall'astronomo statunitense Lewis Swift.

## Descrizione
NGC 1349 presenta una larga riga a 21 cm dell'idrogeno neutro e viene considerata una galassia di campo, cioè una galassia che non appartiene ad alcun ammasso o gruppo di galassie ed è quindi gravitazionalmente isolata.
Il database SIMBAD la classifica come galassia LINER, cioè una galassia il cui nucleo presenta uno spettro di emissione caratterizzato da larghe righe di atomi debolmente ionizzati.